# John Gates Powell
John Gates Powell (25 de juny del 1947) és un atleta de pista i camp especialista en el llançament de disc. Fixà un rècord mundial als 69,08 metres l'any 1975, i la seva millor marca personal és de 71,26 metres que el col·loca al novè lloc de llançadors de disc a nivell mundial. Powell fou quatre cops membre de l'equip olímpic americà. Powell acabà quart als Jocs Olímpics del 1972 a Múnic, guanyant una medalla de bronze als Jocs Olímpics d'Estiu de 1972 de Mont-real, estava convocat amb l'equip dels EUA als Jocs Olímpics de 1980 EUA que no va competir a l'URSS degut al boicot als Jocs Olímpics del 1980. Amb tot va rebre una de les 461 medalles d'or del Congrés creades especialment per als atletes afectats. Va guanyar la medalla de bronze als Jocs Olímpics d'Estiu de 1984 a Los Angeles.
Algunes competicions de pista i camp del 1987 semblen haver sigut les darreres aparicions de Powell a nivell internacional esfumant-se de les competicions d'alt nivell després de participar en una gira prohibida a la Sud-àfrica de l'època de l'apartheid. Powell encara participa en algunes proves de llançament de pes amb els seus companys llançadors de pes olímpics. Powell també entrena alguns joves llançadors a la Universitat de Nevada a Las Vegas gairebé cada setmana.
El 2019 fou inclòs al National Track and Field Hall of Fame. El seu discurs a la cerimònia d'entrega va exhibir que podria haver triomfat també tan com a actor de stand up.

## Resultats
- Quart amb 62,82 als Jocs Olímpics d'Estiu de 1972 celebrat a Múnic
- Primer amb 62,37 als Jocs Panamericans del 1975 celebrats a Ciutat de Mèxic
- Tercer amb 65,70 als Jocs Olímpics d'Estiu de 1976 celebrat a Mont-real
- Tercer amb 65,46 als Jocs Olímpics d'Estiu de 1984 celebrat a Los Angeles
- Segon amb 66,22 al Campionat del Món d'atletisme de 1987 celebrat a Roma

Powell fou el campió estatunidenc de llançament de disc set cops els anys 1974, 1975, 1983, 1984, 1985, 1986 i 1987.